# Список глав государств в 40 году до н. э.
| 41 до н. э. ← Список глав государств по годам → 39 до н. э. |

## Азия
- Анурадхапура — Кутаканна Тисса, царь (42 до н. э. — 20 до н. э.)
- Армения Великая — Артавазд II, царь (55 до н. э. — 34 до н. э.)
- Армения Малая — Кастор, царь (41 до н. э. — 36 до н. э.)
- Атропатена — Артавазд I, царь (56 до н. э. — 30 до н. э.)
- Иберия — Фарнаваз II, царь  (63 до н. э. — 30 до н. э.)
- Индо-греческое царство — Зоил II, царь  (55 до н. э. — 35 до н. э.)
- Индо-скифское царство:
  - Азес I, царь (57 до н. э. — 35 до н. э.)
  - Азилис, царь (57 до н. э. — 35 до н. э.)
- Иудея:
  - междуцарствие  (63 до н. э. — 40 до н. э.)
  - Антигон II, царь  (40 до н. э. — 37 до н. э.)
- Каппадокия — Ариарат X, царь (42 до н. э. — 36 до н. э.)
- Китай (Династия Хань) — Юань-ди (Лю Ши), император  (49 до н. э. — 33 до н. э.)
- Коммагена:
  - Антиох I,  царь (70 до н. э./69 до н. э. — 40 до н. э.)
  - Антиох II,  царь (40 до н. э. — 38 до н. э.)
- Корея:
  - Махан — Вон, вождь (58 до н. э. — 33 до н. э.)
  - Силла — Хёккосе, исагым (57 до н. э. — 4)
  - Тонбуё — Кымва, ван (48 до н. э. — 7 до н. э.)
- Магадха (династия Кадва):
  - Нараяна, царь (ок. 52 до н. э. — ок. 40 до н. э.)
  - Сусарман, царь (ок. 40 до н. э. — ок. 26 до н. э.)
- Набатейское царство — Малику I, царь (60 до н. э./59 до н. э. — 30 до н. э.)
- Осроена — Ману II, царь (52 до н. э. — 34 до н. э.)
- Парфия — Ород II, царь (57 до н. э. — 37 до н. э.)
- Понтийское царство — оккупирован Римской республикой (47 до н. э. — 39 до н. э.)
- Сатавахана — Мегхасвати, махараджа (48 до н. э. — 30 до н. э.)
- Харакена — Аттамбел I,  царь (ок. 47 до н. э./46 до н. э. — ок. 25 до н. э./24 до н. э.)
- Хунну — Хуханье, шаньюй (58 до н. э. — 31 до н. э.)
- Элимаида — Камнаскир VI,  царь (ок. 46 до н. э. — ок. 28 до н. э.)
- Япония — Судзин, тэнно (император) (97 до н. э. — 29 до н. э.)

## Африка
- Египет:
  - Клеопатра VII Филопатор, царица (51 до н. э. — 30 до н. э.)
  - Птолемей XV Цезарион, фараон (44 до н. э. — 30 до н. э.)
- Мавретания:
  - Бокх II, царь (49 до н. э. — 33 до н. э.)
  - Богуд, царь (49 до н. э. — 38 до н. э.)
- Мероитское царство (Куш):
  - Теритекас, царь (ок. 45 до н. э. — ок. 40 до н. э.)
  - Аманирена, царица (ок. 40 до н. э. — ок. 10 до н. э.)

## Европа
- Атребаты — Коммий, вождь (ок. 50 до н. э. — 20 до н. э.)
- Боспорское царство:
  - Динамия, царица (47 до н. э. — ок. 12 до н. э.)
  - Асандр, царь (47 до н. э. — 17 до н. э.)
- Дакия:
  - междуцарствие (44 до н. э. — ок. 40 до н. э.)
  - Котисо (Косон), вождь (ок. 40 до н. э. — ок. 9 до н. э.)
- Ирландия:
  - Конайре Великий, верховный король (110 до н. э. — 40 до н. э.)[1]
  - междуцарствие (40 до н. э. — 33 до н. э.)
- Одрисское царство (Фракия):
  - Садала III, царь астов (42 до н. э. — 31 до н. э.)
  - Котис II, царь сапеев (42 до н. э. — 15 до н. э.)
- Римская республика (Второй триумвират):
  - Октавиан Август, триумвир (43 до н. э. — 33 до н. э.)
  - Марк Антоний, триумвир (43 до н. э. — 33 до н. э.)
  - Марк Эмилий Лепид, триумвир (43 до н. э. — 36 до н. э.)
  - Гней Домиций Кальвин, консул (40 до н. э.)
  - Гай Азиний Поллион, консул (40 до н. э.)

## Галерея
- Марк Антоний 
 43-33 до н.э. 
 Триумвир Римской республики
- Октавиан Август 
 43-33 до н.э. 
 Триумвир Римской республики
- Ород II 
 57 до н.э.— 37 до н.э. 
 Царь Парфии
- Клеопатра VII  
 51 до н.э.— 30 до н.э. 
 Царица Египта
- Артавазд II  
 55 до н.э.— 34 до н.э. 
 Царь Армении
- Антигон II  
 40 до н.э.— 37 до н.э. 
 Царь Иудеи
- Судзин 
 97 до н.э.—29 до н.э. 
 Император Японии